# Súng trường Lebel 1886

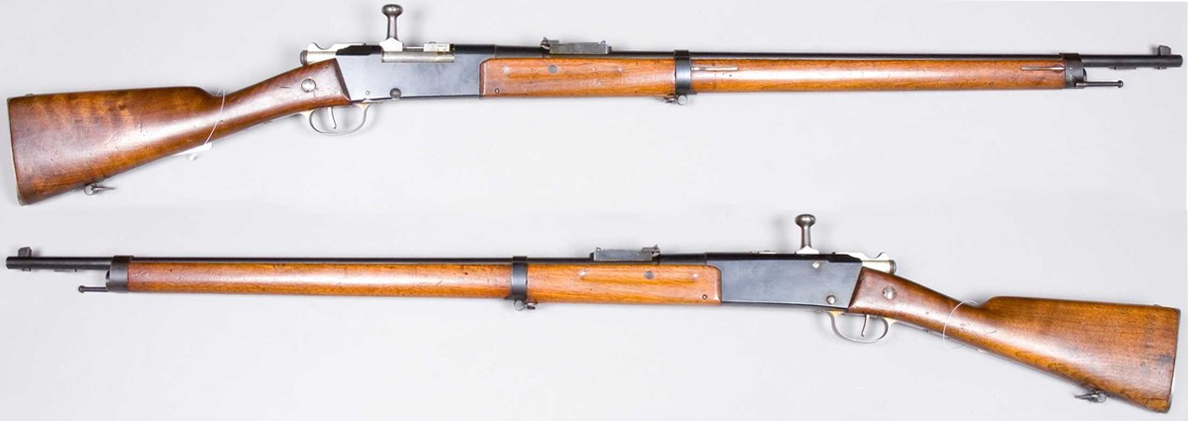
Súng Trường Lebel M1886

Súng trường Lebel 1886 (tiếng Pháp: Fusil Modèle 1886 dit "Fusil Lebel") còn được gọi là "Fusil Mle 1886 M93", là một khẩu súng trường được sản xuất ở Đệ Tam Cộng Hòa Pháp, sau này được sửa đổi bộ phận tiếp đạn được thêm vào năm 1893. Súng trường bộ binh 8 mm Lebel bắt đầu phục vụ trong Quân đội Pháp năm 1887.
Đây là một khẩu súng trường lặp có thể chứa tám viên đạn trong băng đạn ống, một viên đạn trong ngăn nâng và một viên đạn trong nòng. Súng trường Lebel là súng cầm tay quân sự đầu tiên sử dụng đạn dược không khói. Bột nhiên liệu mới, "Poudre B", được phát minh vào năm 1884 bởi nhà hóa học người Pháp Paul Vieille. Trung tá Nicolas Lebel đóng góp một viên đạn áo khoác kim loại đầy đủ 8 mm ("Balle M" hoặc "Balle Lebel"). Mười hai năm sau, vào năm 1898, một viên đạn rắn bằng đồng và đạn đuôi thuyền tên là "Balle D" đã được giữ lại cho tất cả các loại đạn Lebel 8 mm. Mỗi trường hợp được bảo vệ chống lại tiếng gõ vô tình bên trong tạp chí ống bằng một nắp mồi và bởi một rãnh tròn xung quanh cốc mồi bắt được đầu đạn nhọn sau. Với một bộ phận tiếp đạn quá khổ với các chốt khóa phía trước và một máy thu lớn, súng trường Lebel là một thiết kế bền bỉ có khả năng thực hiện tầm xa. Mặc dù có các tính năng lỗi thời, chẳng hạn như băng đạn ống và hình dạng đạn 8 ly Lebel, súng trường Lebel vẫn là vũ khí cơ bản của bộ binh Pháp trong Thế chiến I (1914-1918). Tổng cộng, 3,45 triệu khẩu súng trường Lebel đã được sản xuất bởi ba nhà máy của nhà nước Pháp từ năm 1887 đến 1916.

## Sử dụng
- Algeria[1]
- Bỉ[2]
- Trung Hoa Dân Quốc Used by Yunnan Clique forces
- Czechoslovakia[3]
- Democratic Republic of Georgia[4]
- Ethiopian Empire[5]
- France
- German Empire[6]
- Nazi Germany: issued to Volkssturm units.[7]
- Kingdom of Greece
- Bản mẫu:Country data Kingdom of Hejaz
- Kingdom of Italy
- Iraq: Iraqi insurgents[8]
- Lebanon[9]
- Monaco: Compagnie des Carabiniers du Prince[10]
- Second Polish Republic[11]
- Kingdom of Romania
- Russian Empire[12]
- Kingdom of Serbia[12]
- Somalia
- Soviet Union[11]
- Second Spanish Republic[13]
- Thái Lan
- Anh Quốc: issued to Home Guard units after Dunkirk.[cần dẫn nguồn]
- United States: used during WWI[14]
- Việt Nam: used by Vietnamese National Army[15] and Viet Minh/Viet Cong[16]